# 下图罗沃农村居民点
下图罗沃农村居民点（俄语：Нижнетуровское сельское поселение）是俄罗斯联邦沃罗涅日州下杰维茨克区所属的一个农村居民点。其下辖有1个居民点，行政中心为下图罗沃。据2016年统计，该农村居民点的人口为453人。